# Engastine-Mafit
Der Engastine-Mafit ist eine kambrische Formation des französischen Massif Central. Die Formation bildet Teil der Thiviers-Payzac-Einheit.

## Etymologie
Der Engastine-Mafit, Französisch Complexe basique d’Engastine, ist nach seiner Typlokalität benannt – dem Weiler Engastine in der französischen Gemeinde Allassac im Westen des Départements Corrèze.

## Geographie und Geologie

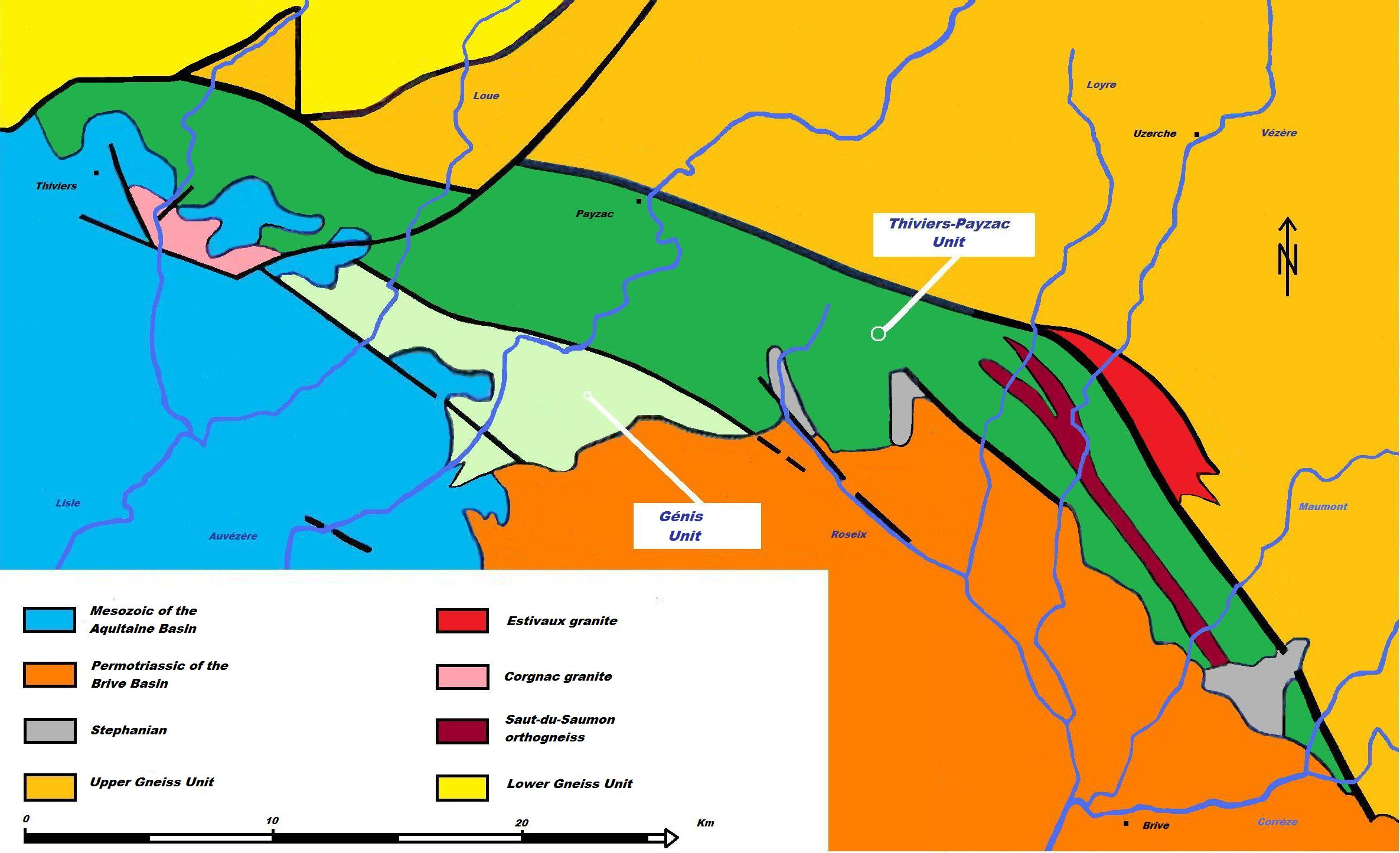
Geologische Übersichtskarte zur Situierung der Thiviers-Payzac-Einheit (in Grün) und der Génis-Einheit (in Hellgrün)

Der maximal 500 Meter mächtig werdende Engastine-Mafit ist nur in der Thiviers-Payzac-Einheit aufgeschlossen. Er tritt in zwei voneinander getrennten Aufschlussbereichen zu Tage, die durch flach liegende Sedimente des Oberkarbons voneinander getrennt werden. In seinem nordwestlichen Vorkommen folgt er einem 10 Kilometer langen und zirka 800 Meter breiten Band, das sich jedoch nördlich von Juillac bis auf 1600 Meter verbreitert. Dieses Band beginnt am Auvézère südlich von Payzac und endet östlich von Juillac. In seinem südöstlichen Vorkommen folgt er ab der Loyre südöstlich von Vignol einem rund 11 Kilometer langen und maximal 1200 Meter breiten Band bis unmittelbar südlich von Donzenac.
Stratigraphisch überlagert der Mafit normalerweise den Donzenac-Schiefer, in den er im Puy-des-Âges-Synklinal eingefaltet ist. Er kann aber auch auf den Thiviers-Sandstein heruntergreifen, so beispielsweise östlich von Allassac. Bedingt durch die synklinale Einfaltung folgt auf den Engastine-Mafit erneut der Donzenac-Schiefer und sodann der Puy-des-Âges-Quarzit. Letzterer kann sich stellenweise auch direkt über den Mafit legen.

## Petrologie
Der  Engastine-Mafit liegt als sich abwechselnde Grünschiefer- und Amphibolitlagen vor, in die mehrere Metadolerit- oder Metagabbrolagen zwischengeschaltet sind. Im Liegenden erscheinen auch Grauwacken und im Hangenden stellen sich sporadische Chloritschiefer ein.
Der sehr feinkörnige, hell- bis dunkelgrüne Grünschiefer (Korngröße 100 bis 150 μ) ist aus einem ehemaligen Orthoprasinit hervorgegangen und führt neben Plagioklas (Oligoklas/Andesin) und wenig Biotit hauptsächlich Amphibol (Hornblende) und Epidot (Klinozoisit), akzessorisch können Quarz, Kalzit und Opakmineralien hinzutreten. Die fibröse oder strahlige Hornblende ist reich an Eisen und Magnesium. Der gleichkörnige, zu polygonaler Ausbildung neigende Plagioklas tritt xenomorph auf und ist mehr oder weniger in der Schieferungsebene abgeplattet. Der relativ seltene Biotit ist braunrot und liegt gelegentlich als chloritisierte spindelförmige Lamellen vor.
Die Metadolerite bzw. Metagabbros sind hingegen grobkörnig(er) und bestehen aus grüner Hornblende und basischem, saussuritisiertem Plagioklas. Relikthaft sind noch ursprüngliche Plagioklasleisten mit diablastischer Struktur erkennbar – was auf den doleritischen beziehungsweise gabbroiden Charakter hinweist.
Bei den Grauwacken sind mit dem bloßen Auge millimetergroße Quarzkristalle zu erkennen. Unter dem Mikroskop erscheinen Klasten von Quarz und Plagioklas unterschiedlicher Korngröße, zu denen sich Hornblende, Epidot und Calcit gesellen können. Die feinkörnige Matrix wird aus Quarz, Feldspat, Chlorit und Epidot aufgebaut. Die seidig glänzenden, feinkörnigen Chloritschiefer sind grün oder rötlich gefärbt, ihre lepidoblastische Struktur besteht vorwiegend aus Quarz und Chlorit.

### Chemische Zusammensetzung
| Oxid Gew. % | Grünschiefer | Amphibolit 1 | Amphibolit 2 | Amphibolit 3 |
| ----------- | ------------ | ------------ | ------------ | ------------ |
| SiO2        | 49,50        | 49,50        | 51,20        | 53,00        |
| TiO2        | 2,10         | 2,70         | 1,71         | 1,59         |
| Al2O3       | 16,04        | 16,45        | 13,40        | 16,50        |
| Fe2O3       | 10,60 tot    | 12,10 tot    | 1,85         | 2,65         |
| FeO         |              |              | 5,80         | 6,30         |
| MnO         | 0,17         | 0,18         | 0,14         | 0,15         |
| MgO         | 11,04        | 6,34         | 4,30         | 5,20         |
| CaO         | 1,03         | 7,56         | 9,10         | 5,45         |
| Na2O        | 2,41         | 2,16         | 4,10         | 4,65         |
| K2O         | 0,99         | 0,90         | 0,63         | 1,05         |
| P2O5        |              |              | 0,27         | 0,16         |
| H2O−        |              |              | 0,25         | 0,20         |
| H2O+        | 1,68         | 2,01         | 3,45         | 2,70         |

Der SiO2-Gehalt des mesokraten Engastine-Mafits schwankt um 50 Gewichtsprozent und gibt den basaltischen Charakter des Gesteins zu erkennen. Der Mafit ist anhand der Alkalien ferner subalkalisch. Die Konzentration an Na2O kann recht hoch ausfallen und deutet auf eine Spilitisierung des Gesteins. Der K2O-Gehalt um 1 Gewichtsprozent indiziert kalkalkalischen Charakter (Mittel-K). Insgesamt dürfte der Engastine-Mafit überwiegend aus tholeiitischen Tuffen aufgebaut sein – die in metamorph weniger beanspruchten Sektoren durchaus auch noch als solche zu erkennen sind.